# Космический центр имени Макмиллана
 Космический центр им. Макмиллана  (англ. H. R. MacMillan Space Centre) — астрономический музей и планетарий в канадском городе Ванкувере, основанный в 1968 году.
Здание, в котором расположен центр, было построено в 1967 году, и по изначальной задумке было предназначено исключительно для музея Ванкувера. Однако финансовая помощь известного канадского лесопромышленника и филантропа Х. Р. Макмиллана позволила архитекторам включить в проект планетарий.
Центр функционировал под названием Планетарий имени Макмиллана (англ. H.R. MacMillan Planetarium) до 90-х годов XX века, когда ему были выделены площади для экспозиций в одном из крыльев здания и он не приобрел своё нынешнее название.